# Katedra w Gloucesterze
Katedra w Gloucesterze (ang. Cathedral Church of St Peter and the Holy and Indivisible Trinity) – katedra anglikańska w Gloucesterze. Konstrukcja katedry jest trójnawowa z transeptem z obejściem chóru i wieńcem kaplic.
Budowa świątyni rozpoczęła się w lipcu 1084 z inicjatywy opata Serlo na ruinach kościoła św. Piotra, który spłonął w 1058 roku. Budowę zakończono w 1218 roku.
W katedrze znajduje się sarkofag Roberta II Krótkoudego, księcia Normandii, który zmarł w 1134. Został on pochowany w klasztornym kościele pw. św. Piotra w Gloucester, późniejszej katedrze, gdzie wybudowano mu ozdobny sarkofag. Skrzynia ozdobiona jest herbami Dziewięciu Bohaterów: m.in. Edwarda Wyznawcy (1002-1066), Aleksandra Macedońskiego (356- 323), Judy Machabeusza, Karol I Wielkiego (742-814).

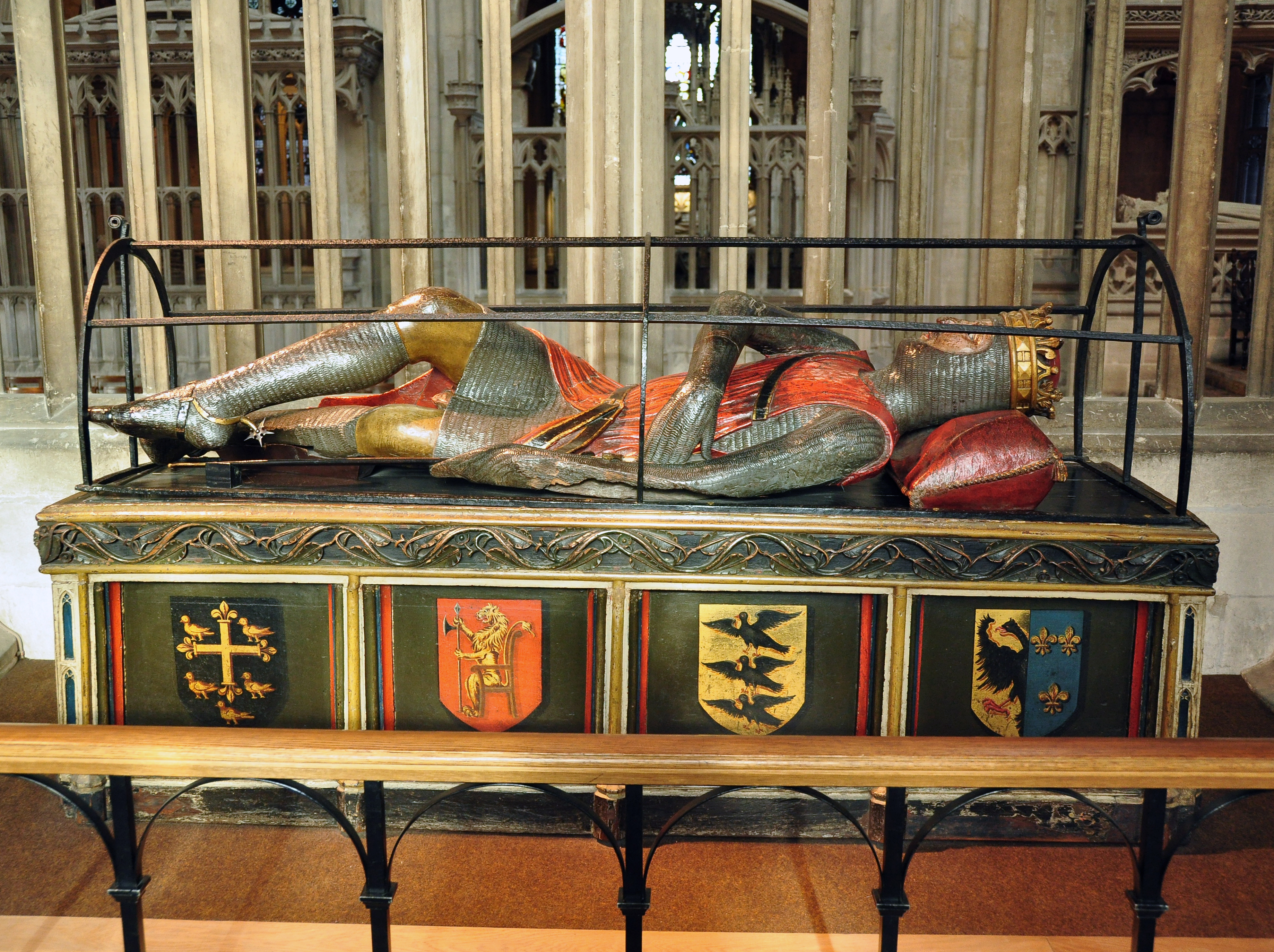
Sarkofag z herbami: Edwarda, Aleksandra, Judy, Karola
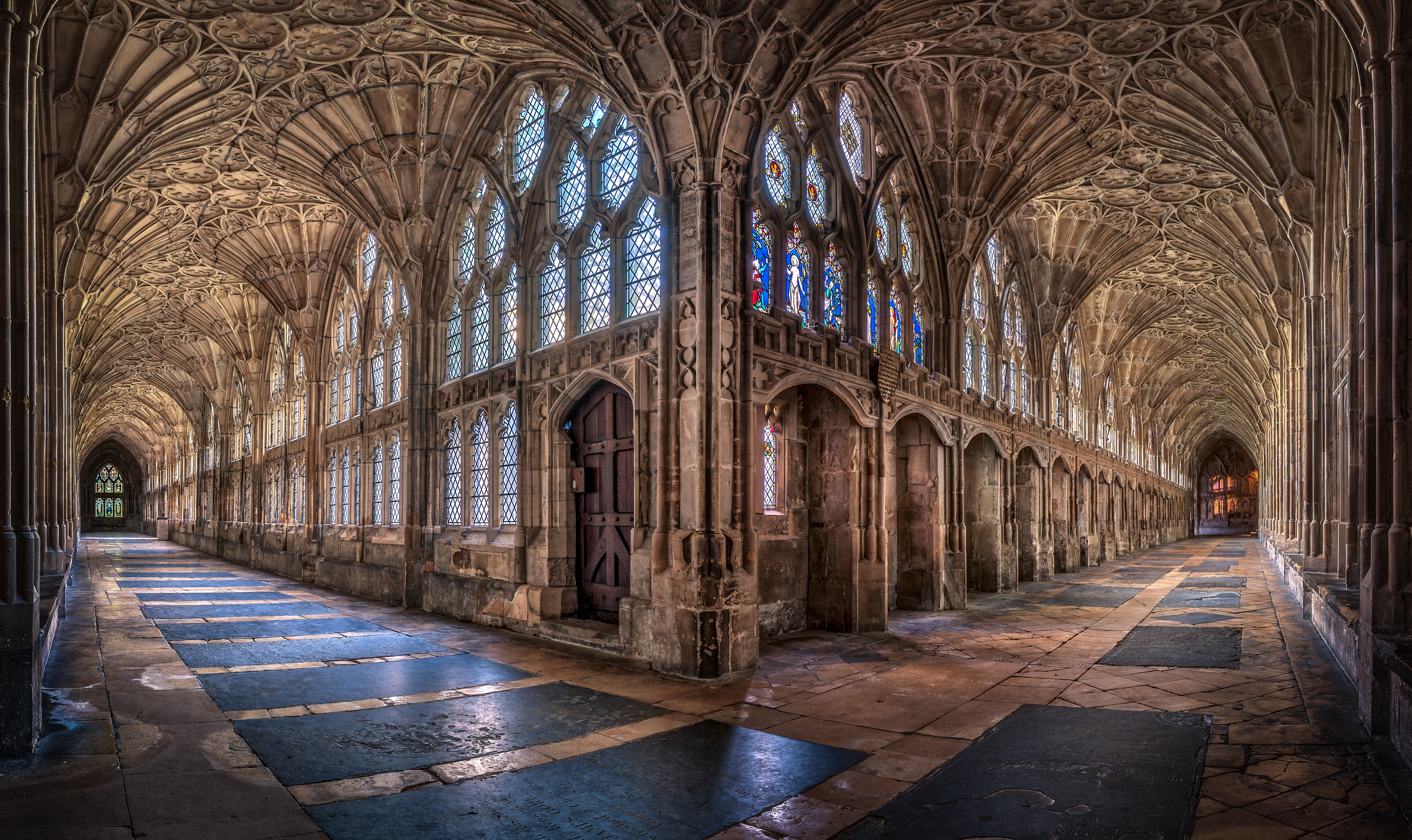
Krużganki w katedrze